# Caroline Meller-Hannich
Caroline Meller-Hannich (* 7. Juli 1970 in Bochum als Caroline Hannich) ist eine deutsche Juristin und Hochschullehrerin an der Martin-Luther-Universität Halle-Wittenberg.

## Leben
Meller-Hannich studierte Rechtswissenschaften an den Universitäten Bochum und Bonn, wo sie 1994 ihr Erstes Juristisches Staatsexamen ablegte. 1997 schloss Meller-Hannich ihre Promotion bei Hans Friedhelm Gaul in Bonn ab, an dessen Lehrstuhl für Zivilprozessrecht sie zuvor als wissenschaftliche Mitarbeiterin tätig gewesen war. Im folgenden Jahr legte sie ihr Zweites Staatsexamen ab. In der Folge arbeitete sie zunächst als Rechtsanwältin in Köln, bevor sie sich wieder ihrer akademischen Laufbahn widmete und als wissenschaftliche Assistentin am Lehrstuhl von Eberhard Schilken in Bonn an ihrer Habilitation arbeitete. Diese schloss sie 2005 ab, womit ihr die venia legendi für die Fächer Bürgerliches Recht, Zivilprozessrecht und Europäisches Privatrecht erteilt wurde.
Seit 2006 hat sie den Lehrstuhl für Bürgerliches  Recht, Zivilprozessrecht und  Handelsrecht an der Universität Halle-Wittenberg inne. Einen Ruf an die Universität Bochum lehnte sie 2013, einen weiteren an die Universität Leipzig lehnte sie 2019 ab. Im Sommersemester 2022 nahm sie eine Gastprofessur an der Universität Wien wahr. Ihre Forschungsschwerpunkte liegen neben den durch ihren Lehrstuhl ausgewiesenen Rechtsgebieten vor allem im Verbraucherrecht sowie dem Zwangsvollstreckungs- und  Insolvenzrecht und deren internationalen Bezügen.
Meller-Hannich ist verheiratet und Mutter zweier Kinder.

## Werke (Auswahl)
- Die Pfändungsbeschränkung des § 852 ZPO - Zwangsvollstreckung in den Pflichtteilsanspruch, den Anspruch des Schenkers auf Herausgabe des Geschenks wegen Notbedarfs und den Anspruch eines Ehegatten auf Ausgleich des Zugewinns. Gieseking, Bielefeld 1998, ISBN 978-3-7694-0282-7. (Dissertation)
- Verbraucherschutz im Schuldvertragsrecht - private Freiheit und staatliche Ordnung. Mohr Siebeck, Tübingen 2005, ISBN 978-3-16-148726-2. (Habilitationsschrift)
- Zivilprozessrecht. 3. Auflage. Kohlhammer, Stuttgart 2022, ISBN 978-3-17-039708-8.
- Sammelklagen, Gruppenklagen, Verbandsklagen – Bedarf es neuer Instrumente des kollektiven Rechtsschutzes im Zivilprozess? Gutachten A zum 72. Deutschen Juristentag, C.H. Beck, München 2018, ISBN 978-3-406-71582-2.
- Kindl/Meller-Hannich (Hrsg.), Gesamtes Recht der Zwangsvollstreckung, Handkommentar, 4. Auflage, Nomos, Baden-Baden 2021, ISBN 978-3-8487-5080-1.
- Meller-Hannich et al., Der Rückgang der Eingangszahlen bei den Zivilgerichten. Ursachenforschung, Analyse und Empfehlungen, Nomos, Baden-Baden 2023, ISBN 978-3-7560-1208-4.